# Maślanka płonnikowa

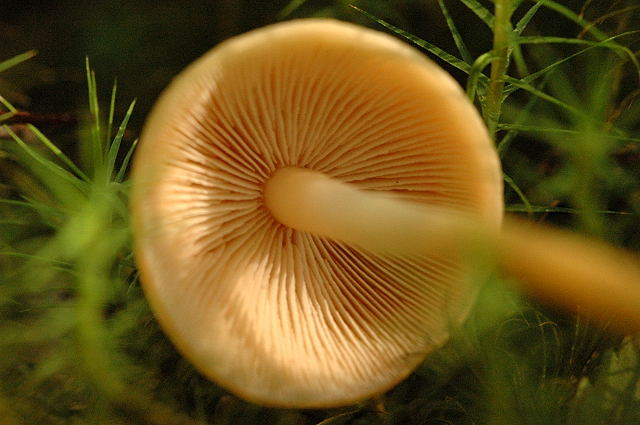

Maślanka płonnikowa, łysiczka płonnikowa (Hypholoma polytrichi (Fr.) Ricken) – gatunek grzybów z rodziny pierścieniakowatych (Strophariaceae).

## Systematyka i nazewnictwo
Pozycja w klasyfikacji według Index Fungorum: Hypholoma, Strophariaceae, Agaricales, Agaricomycetidae, Agaricomycetes, Agaricomycotina, Basidiomycota, Fungi.
Po raz pierwszy takson ten zdiagnozował w 1815 r. Elias Fries nadając mu nazwę Agaricus polytrichi. Obecną, uznaną przez Index Fungorum nazwę nadał mu w 1936 r. Adalbert Ricken przenosząc go do rodzaju Hypholoma.
Synonimy:

- Agaricus polytrichi Fr. 1815
- Agaricus udus var. polytrichi (Fr.) Fr. 1821
- Geophila polytrichi (Fr.) Kühner & Romagn. 1953
- Naematoloma polytrichi (Fr.) Konrad 1929
- Naematoloma udum * polytrichum (Fr.) P. Karst. 1879
- Psilocybe polytrichi (Fr.) Sacc. 1887
- Psilocybe uda subsp. polytrichi (Fr.) Sacc. 1897
- Psilocybe uda var. polytrichi (Fr.) Gillet 1878

Nazwę maślanka wrzosowa podał Władysław Wojewoda w 1999 r. Józef Teodorowicz w 1936 r. opisywał ten gatunek pod nazwą ostrzępka płonnikowa. W 2003 r. w zestawieniu wielkoowocnikowych grzybów podstawkowych Polski W. Wojewoda wymienia ten gatunek pod nazwą łysiczka płonnikowa (Psilocybe polytrichi).

## Morfologia
Kapelusz
Średnica 0,5–2 cm, kształt wypukły, czasami z małym garbkiem, niehigrofaniczny, nieprązkowany. Powierzchnia czerwonożółta, na środku żółtawa.
Blaszki
Średnio gęste, początkowo żółte, potem oliwkowobrązowe.
Trzon
Wysokość 4–10 mm, grubość 1–3 mm, centralny, cylindryczny. Powierzchnia górą żółta, ku podstawie czerwonobrązowa.
Miąższ
Cienki, żółty. Smak i zapach niewyraźny.
Wysyp zarodników
Żółto-brązowy.
Cechy mikroskopowe
Zarodniki 7–9 × 4–5 μm, elipsoidalne, gładkie. Leptocystydy cylindryczne.

## Występowanie i siedlisko
W Europie maślanka płonnikowa jest szeroko rozprzestrzeniona. W zestawieniu wielkoowocnikowych grzybów podstawkowych Polski W. Wojewoda w 2003 r. przytacza kilkanaście jej stanowisk. Bardziej aktualne stanowiska podaje internetowy atlas grzybów Polski. Umieszczona w nim jest na liście gatunków zagrożonych, wartych objęcia ochroną. Na Czerwonej liście roślin i grzybów Polski ma status R – gatunek potencjalnie zagrożony z powodu ograniczonego zasięgu geograficznego i małych obszarów siedliskowych.
Występuje w lasach iglastych, rzadziej w lasach mieszanych i liściastych, częściej w górach. Rośnie na kwaśnych i piaszczystych glebach, na glebach torfowych wśród mchów płonnik pospolity i torfowiec i na opadłym igliwiu świerków. Owocniki wytwarza zazwyczaj od czerwca do listopada.